# Contrarroda

Partes de la proa de un barco.

La Contrarroda (Contrabranque, Albitana de proa) es una pieza gruesa, prolongación del dormido de proa de forma análoga a la de la roda, que unida y empernada a esta por su cara interior, para consolidarla en toda su longitud, llevan los barcos de madera. (fr. Contre-etrave; ing. Apron; it. Sperone). 
Es de igual ancho en la línea que la roda, teniendo normalmente menor grueso en la grúa.
Cuando el buque es de grandes dimensiones la contrarroda está formada por una serie de piezas empalmadas en prolongación unas de otras y unidas entre sí mediante escarpes largos, como las distintas piezas de la roda, a la cual van ajustadas, dispuestas de manera que la mitad de cada pieza de la contarroda en el sentido de la longitud, corresponda con uno de los escarpes de la roda. Esto, en terminología naval, se conoce como cruzar o desdoblar los escarpes. Están sólidamente empedernadas por medio de tres pernos cada pieza. 
El alefriz existente a lo largo de la quilla o del dormido de proa se prolonga roda arriba y se inserta en la contrarroda.
Tiene la misma función que la quilla y recibe, por consiguiente los topes o frentes de los tablones del forro exterior.